# Galimatias, czyli kogel-mogel II
Galimatias, czyli kogel-mogel II – polski film fabularny, druga część komedii obyczajowej Kogel-mogel w reżyserii Romana Załuskiego. Film miał premierę 20 listopada 1989 roku.
Większość scen nagrywano w miejscowości Nowe Ręczaje oraz we wsi Roszczep (filmowe Grabowo), a także w Warszawie i na stacji kolejowej Jeżewice.

## Fabuła
Kasia i Paweł po ślubie zamieszkują we wsi Brzózki, w odległości 10 kilometrów od Grabowa. Kasia pragnie wrócić na studia pedagogiczne, dlatego nie chce jeszcze mieć dzieci. Ojciec Kasi, Zenon Solski, obiecuje przepisać na małżonków swą ziemię, jeśli doczeka się wnuków. Paweł oświadcza, że chce zerwać z tradycyjną wiejską gospodarką, nastawiając się na specjalistyczną hodowlę owiec, co wywołuje rodzinną sprzeczkę. Kolejna awantura wybucha po tym, gdy Paweł, już jako właściciel hodowli owiec, w wywiadzie dla „Nowej Wsi” oświadcza przejęcie gospodarstwa należącego do teścia. Między małżonkami również dochodzi do kłótni, a Kasia wypomina mężowi to, że chce on mieć z nią dzieci po to, by przejąć gospodarstwo należące do teścia.
Do Grabowa przyjeżdżają Barbara i Marian Wolańscy z synem Piotrusiem i proponują Kasi pomoc w powrocie na studia, na co dziewczyna przystaje. W trakcie wizyty u państwa Wolańskich w Warszawie Kasia dowiaduje się, że docent Marian Wolański wyjeżdża z żoną za granicę, gdzie otrzymał miesięczne stypendium naukowe. Kasia zgadza się ponownie zaopiekować Piotrusiem na czas ich nieobecności, a także przyjąć pod swój dach babcię Wolańską. Później dowiaduje się, że wraz z mężem musi wyjechać do Holandii po sadzonki, które załatwiła im Paulina, koleżanka Pawła. W rozwiązaniu problemu pomaga małżonkom matka Kasi, która wmawia Zenonowi Solskiemu, że Piotruś i babcia Wolańska to letnicy. Po pewnym czasie babcia wraca do Warszawy, zostawiając Piotrusia na wsi.
Kasia i Paweł oraz państwo Wolańscy wracają z zagranicznych wyjazdów. Kasia odwozi Piotrusia do Warszawy, gdzie Barbara Wolańska nakrywa ją w trakcie kolacji z Marianem. Wyrzucony z mieszkania docent zamieszkuje w domu państwa Zawadów, gdzie pracuje nad swą książką. W trakcie pobytu na wsi wdaje się w romans z Pauliną. Na wieś przyjeżdża Barbara Wolańska razem z teściową i przyłapują Paulinę i Mariana Wolańskiego podczas pocałunku. Po kłótni rodzina wraca do Warszawy.
Kasia odwiedza rodziców i ogłasza im, że jest w ciąży.

## Obsada

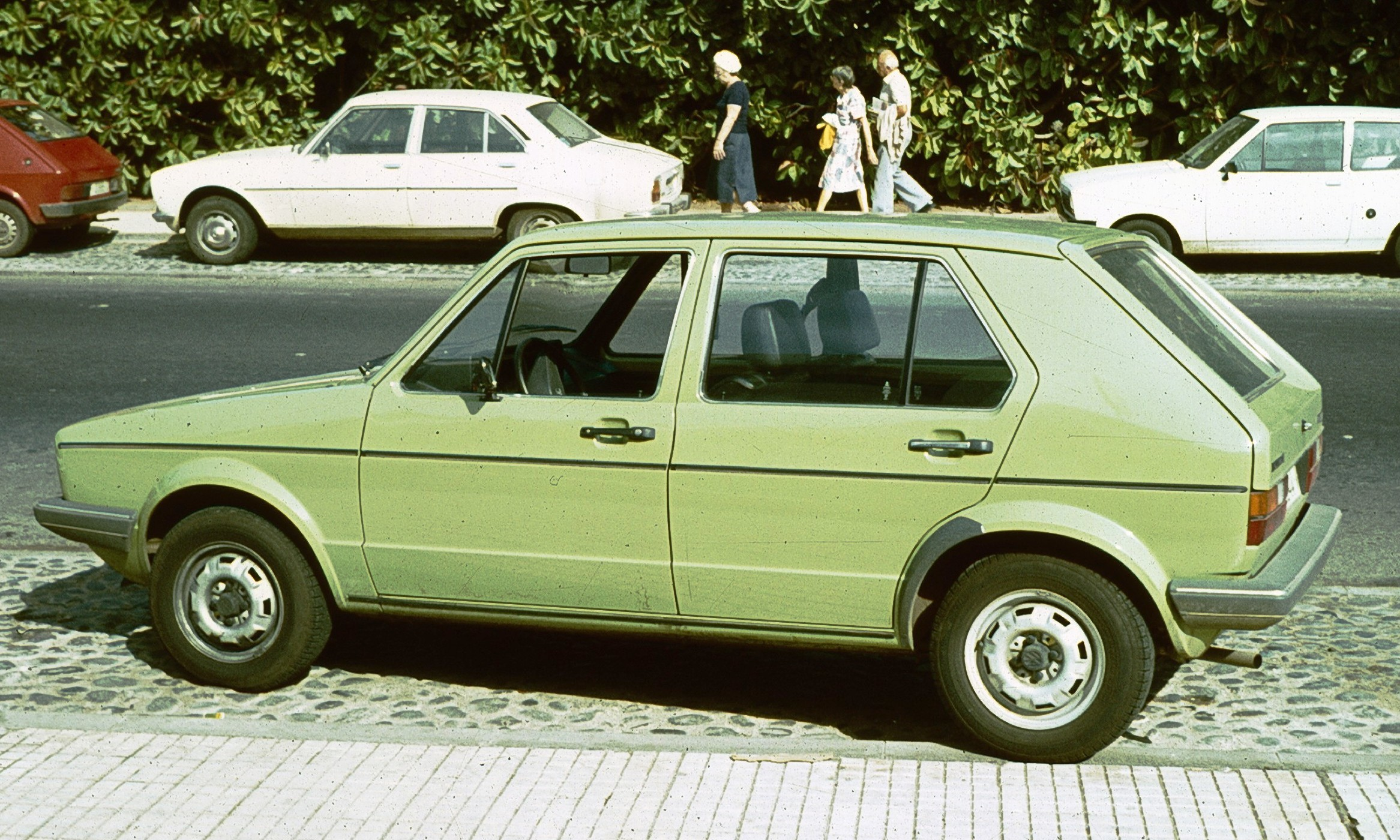
Zielony Volkswagen Golf I, takim samochodem poruszają się w filmie Kasia i Paweł

Spis sporządzono na podstawie materiału źródłowego:
- Grażyna Błęcka-Kolska – Kasia Zawada (z domu Solska)
- Dariusz Siatkowski – Paweł Zawada
- Ferdynand Matysik – Jan Zawada, ojciec Pawła
- Anna Milewska – pani Zawadowa, matka Pawła
- Zdzisław Wardejn – docent Marian Wolański
- Ewa Kasprzyk – Barbara Wolańska
- Małgorzata Lorentowicz – babcia Wolańska
- Maciej Koterski – Piotruś Wolański
- Katarzyna Łaniewska – Maria Solska
- Jerzy Turek – Zenon Solski
- Wiktor Zborowski – naczelnik gminy Zygmunt Maciejak
- Zbigniew Buczkowski – jąkający się reporter „Nowej Wsi”
- Jolanta Nowak-Pun – Paulina, koleżanka Pawła
- Stanisława Celińska – Zofia Goździkowa, sąsiadka państwa Zawadów
- Paweł Nowisz – Józef Goździk, sąsiad państwa Zawadów
- Jolanta Czaplińska – sąsiadka pani Solskiej
- Jerzy Rogalski – Staszek Kolasa, niedoszły mąż Kasi
- Ewa Sudakiewicz – Wanda, sekretarka naczelnika
- Krystyna Tkacz – pani Maliniakowa, działaczka na wsi
- Kazimiera Utrata-Lusztig – pani Kostkowa, działaczka na wsi
- Irena Malarczyk – koleżanka babci Wolańskiej
- Mieczysław Janowski – celnik sprawdzający samochód Kasi i Pawła na granicy
- Elżbieta Jagielska – wiejska kobieta